# Joseph Oesterlé
Joseph Oesterlé est un mathématicien français né en 1954 et professeur à l'université Paris VI jusqu’en 2015. Il a contribué de manière décisive en 1985, en même temps que David Masser, à formuler la conjecture abc, alors présentée comme « le problème non résolu le plus important en analyse diophantienne ».

## Biographie
Né en Alsace, Joseph Oesterlé est un ancien élève de l'École normale supérieure de la rue d'Ulm. À sa sortie de l'école, il est devenu agrégé-répétiteur en mathématiques pour les normaliens. Il a participé très tôt aux travaux du groupe Bourbaki. 
Il a été directeur de l'Institut Henri-Poincaré de 1994 à 1998.